# Near Islands
Les Near Islands (Sasignan tanangin en aléoute) sont un groupe d'îles de l'archipel des Aléoutiennes dans le sud-ouest de l'Alaska. Il s'agit plus précisément du groupe d'îles à la fois le plus petit mais aussi le plus occidental des îles sous souveraineté américaine.

## Géographie
Les deux plus grosses îles des Near Islands sont Attu et Agattu. Mis à part quelques récifs se trouvant dans le canal entre Attu et Agattu, les autres îles notables font partie du sous-groupe des Semichi Islands (en), dont les plus importantes sont Alaid (en), Nizki (en) et Shemya.
La superficie totale des Near Islands est de 1.143,785 km² et la population était de 47 habitants au recensement de 2000, ceux-ci se trouvant sur Attu et Shemya.

## Histoire
Le nom de Near Islands provient des explorateurs russes qui les découvrirent au XVIIIe siècle, car ce sont des îles proches de la Russie (near signifie proche en anglais), les plus rapprochées étant les îles Komandorski.
Pendant la Seconde Guerre mondiale, les forces japonaises occupèrent les Near Islands et les Américains les récupérèrent dans le cadre de la Campagne des îles Aléoutiennes.